# Obeidia postmarginata
Obeidia postmarginata är en fjärilsart som beskrevs av Eugen Wehrli 1933. Obeidia postmarginata ingår i släktet Obeidia och familjen mätare. Inga underarter finns listade i Catalogue of Life.